# 7SENSES
7Sensen(세븐 센스)는 중국 여성 아이돌 그룹 SNH48의 7인조 파생 그룹이다. 멤버중에서는 쟈오위에가 경당소녀 303 멤버로 활동중 이여서 활동중단이다.

## 멤버
| 이름     | 영어이름 | 소속 팀     | 생년월일                             |
| -------- | -------- | ----------- | ------------------------------------ |
| 쿵샤오인 | Bee      | SNH48 팀SII | 1992년 4월 11일(33세) 캡틴 최연장자  |
| 다이멍   | Diamond  | SNH48 팀SII | 1993년 2월 8일(32세) 부캡틴 최연장자 |
| 쉬양위줘 | Eliwa    | SNH48 팀HII | 1995년 9월 25일(29세) 최연장자       |
| 장위거   | Tako     | SNH48 팀SII | 1996년 5월 11일(29세) 최연장자       |
| 천린     | Lynn     | SNH48 팀X   | 1998년 7월 24일(26세)                |

## 개요

### 결성 배경
SNH48 파생 유닛 중 본격 한류풍 컨셉이 특징인 유닛이다.

## 경력
2016년
- 4월 20일, SNH48 "사파 미디어 전략 발표회"에서 7SENSES를 공식 발표[1].

2017년
- 2월 19일, 한국에서 훈련.
- 3월 20일, 7SENSES 멤버 티저 공개.
- 4월 7일, 7SENSES 데뷔 콘서트 개최.
- 4월 18일, 첫 EP 《第七感7SENSES》 발매.
- 11월 15일, 2017 아시아 아티스트 어워즈 출연.
- 11월 24일, 2nd EP 《Chapter：Blooming》 발매.

## 디스코그래피
|   | 발행일          | 제목                  | 비고 |
| - | --------------- | --------------------- | ---- |
| 1 | 2017년 4월 18일 | 《제7감 7SENSES》     |      |
| 2 | 2016년 7월 30일 | 《Chapter：Blooming》 |      |